# Shelley Olds
Shelley Olds (Groton, 30 september 1980) is een Amerikaans voormalig wielrenster. Ze was actief op de weg en op de baan. Ze reed in 2016 voor de nieuwe Amerikaanse ploeg Cylance Pro Cycling.
In 2010 fietste ze onder haar getrouwde naam Shelley Evans, maar vanaf 2011 weer onder haar eigen naam Olds.
Olds kwam in 2012 uit voor de Verenigde Staten op de Olympische wegrit in Londen. Hier finishte ze als zevende. Ze zat mee in de kopgroep van 4 met Marianne Vos, Olga Zabelinskaya en Elizabeth Armidstead. Zij was de grote favoriete als het tussen die 4 op een sprint was aangekomen, maar ze reed lek op 20 km van de finish en kwam uiteindelijk als 7de over de streep. Datzelfde jaar eindigde ze ook vijfde in de Wereldbeker. Ze reed dat jaar voor de Nederlandse ploeg AA Drink-leontien.nl.
Ze reed in 2014 voor de Italiaanse ploeg Alé Cipollini en stapte in 2015 over naar het Zwitserse Bigla Team. Ze keerde echter in juni terug bij haar vorige ploeg. In 2016 rijdt Olds voor Cylance, in voorbereiding op de Olympische Zomerspelen 2016 in Rio de Janeiro, waar ze uiteindelijk niet voor geselecteerd werd.

## Belangrijkste overwinningen
2008
 Amerikaans kampioene, Scratch
2009
 Amerikaans kampioene, Scratch
2010
 Pan-Amerikaans kampioene, wegrit
 Amerikaans kampioenschap, wegrit
 Pan-Amerikaans Kampioenschap, tijdrit
10e etappe Ronde van Italië
Eindklassement Ronde van Nieuw-Zeeland
Winnaar 1e, 2e, 5e & 6e etappe
4e etappe Tour of the Gila
2011
Trofeo Costa Etrusca
2012
Ronde van Chongming (WB-manche)
6e etappe Ronde van Italië
2013
GP de Gatineau
2014
 Eindklassement Giro della Toscana
 Puntenklassement
Winnaar Proloog en 1e etappe
 Sprintklassement Ronde van Costa Rica
Winnaar 3e en 5e etappe
GP Comune di Cornaredo
Winston-Salem Cycling Classic
2015 (Bigla)
-
2015 (Alé Cipollini)
White Spot / Delta
 Puntenklassement en 2e etappe Ronde van Noorwegen
La Madrid Challenge by La Vuelta
Baccaille · Berlato · Bonomi · Carretta · Guarischi · Guderzo · Jasińska · Olds · Pavin · Ryan · Santesteban · Tagliaferro
Aubry · Baur · Hanselmann · Klein · Koedooder · Koppenburg · Laws · Lepistö · Moolman-Pasio · Numainville · Olds · Schweizer · Slappendel · Small · van Vleuten
Algisi · Bartelloni · Berlato · Cauz · Confalonieri · Cucinotta · Faure · Fernandes · Fidanza · Frapporti · Jasińska · Muccioli · Olds · Oliveira · Rossato · Tagliaferro
Barbieri · Bertine · Doebel-Hickok · Gutiérrez · Olds · Ratto · Scandolara · Schweizer · Small · Tetrick · Zaveta